# Brand
Brand es un personaje del mundo ficticio de la Tierra Media creado por J. R. R. Tolkien. Brand es hijo de Bain y nieto de Bardo el Arquero quien mató al dragón Smaug. 
Fue rey de la Ciudad de Valle durante la Guerra del Anillo, y murió al lado de Dáin II durante la Batalla de la Ciudad del Valle defendiendo la puerta de Erebor de las fuerzas de Sauron. Según cuenta Gandalf fue Brand quién cayó primero y Dáin defendió su cuerpo, hasta que este sucumbió, a la avanzada edad de 252 años.
Fue sucedido luego de su gobierno iniciado en 3007 T. E. por su hijo Bardo II en el 3019 T. E.

## Adaptaciones
Este personaje aparece en la expansión del juego de estrategia El Señor de los Anillos: la batalla por la Tierra Media II para P. C. El héroe combate por la civilización enana liderando a los arqueros de Valle
| Predecesor: Bain | Rey de la Ciudad de Valle 3007 - 3019 T. E. | Sucesor: Bardo II |

- Datos: Q10750558